# Saint-Étienne
Saint-Étienne (wymowaⓘ, fr.-prow. Sant-Etiève, oksyt. Sant Estève) – miasto i gmina w środkowo-wschodniej Francji, we wschodniej części Masywu Centralnego, w regionie Owernia-Rodan-Alpy, ośrodek administracyjny departamentu Loara, położone około 50 km na południowy zachód od centrum Lyonu.

## Demografia
W roku 1990 gminę zamieszkiwało 199 396 osób, zespół miejski 321 tys. mieszkańców (1999), a gęstość zaludnienia wynosiła 2493 osób/km² (wśród 2880 gmin regionu Rodan-Alpy Saint-Étienne zajmuje 2. miejsce pod względem liczby ludności, natomiast pod względem powierzchni miejsce 27.).
Mieszkańcy Saint-Étienne nazywani są przez Francuzów Stéphanois.

## Transport
Komunikacja w Saint-Étienne odbywa się przy pomocy tramwajów, trolejbusów i autobusów, które kursują również poza miasto i obsługują całą aglomerację. Przedsiębiorstwem odpowiedzialnym za komunikację w całym regionie jest Société de Transports de l'Agglomération Stéphanoise potocznie zwanym STAS.
W mieście znajduje się stacja kolejowa Gare de Saint-Étienne Chateaucreaux.

## Edukacja
W mieście funkcjonuje jeden uniwersytet: Université Jean Monnet oraz pięć szkół wyższych: École Nationale Supérieure des Mines de Saint-Étienne; École nationale d’ingénieurs de Saint-Étienne; Institut supérieur des techniques avancées de Saint-Étienne, EMLYON Business School i Ecole supérieur d’art et design de Saint Etienne.

## Sport
- AS Saint-Étienne – klub piłkarski

Największym stadionem jest Stade Geoffroy-Guichard o pojemności 42 000 widzów. na stadionie odbywały się mecze Mistrzostw Świata w Piłce Nożnej 1998, Pucharu Konfederacji w piłce nożnej 2003, Mistrzostw Europy w Piłce Nożnej 1984 i Mistrzostw Europy w Piłce Nożnej 2016, a także Puchar Świata w Rugby 2007.

## Ludzie urodzeni w Saint-Étienne
- Claude Fauriel (1772–1844), historyk, filolog i krytyk
- Marcellin Champagnat (1789–1840), ksiądz rzymskokatolicki, założyciel zakonu Marist Brothers, kanonizowany w roku 1999
- Jules Janin (1804–1874), pisarz i krytyk
- Francis Garnier (1839–1873), żołnierz i odkrywca, zbadał rzekę Mekong
- Paul Velocio de Vivie (1853–1930), wydawca pisma Le Cycliste, ojciec francuskiego kolarstwa
- Gilbert Gérintès (1902–1968), francuski rugbysta
- Jacques Dixmier (ur. 1924), matematyk
- Jan Nemoudry (1929–2007), sekretarz Światowej Federacji Związków Zawodowych
- Bernard Lavilliers (ur. 1946) (Bernard Ouillon), śpiewak
- Orlan (ur. 1947), artystka współczesna, performerka
- Loïc Perrin (ur. 1985), piłkarz
- Vivien Brisse (ur. 1988), kolarz torowy i szosowy

## Miasta partnerskie
- Annaba, Algieria – od 1981
- Bin Arus, Tunezja – od 1994
- Coventry, Wielka Brytania – od 1955
- Des Moines, Iowa, Stany Zjednoczone – od 1984
- Ferrara, Włochy – od 1960
- Geltendorf, Bawaria, Niemcy – od 1966
- Wuppertal, Niemcy – od 1960
- Granby, Quebec, Kanada – od 1960
- Katowice, Polska – od 1994
- Ługańsk, Ukraina – od 1959
- Nof ha-Galil, Izrael – od 1974
- Oeiras, Portugalia – od 1995
- Patras, Grecja – od 1990
- Toamasina, Madagaskar – od 1967
- Windsor, Ontario, Kanada – od 1963
- Xuzhou, Jiangsu, Chiny – od 1984